# Raymond A. Spruance

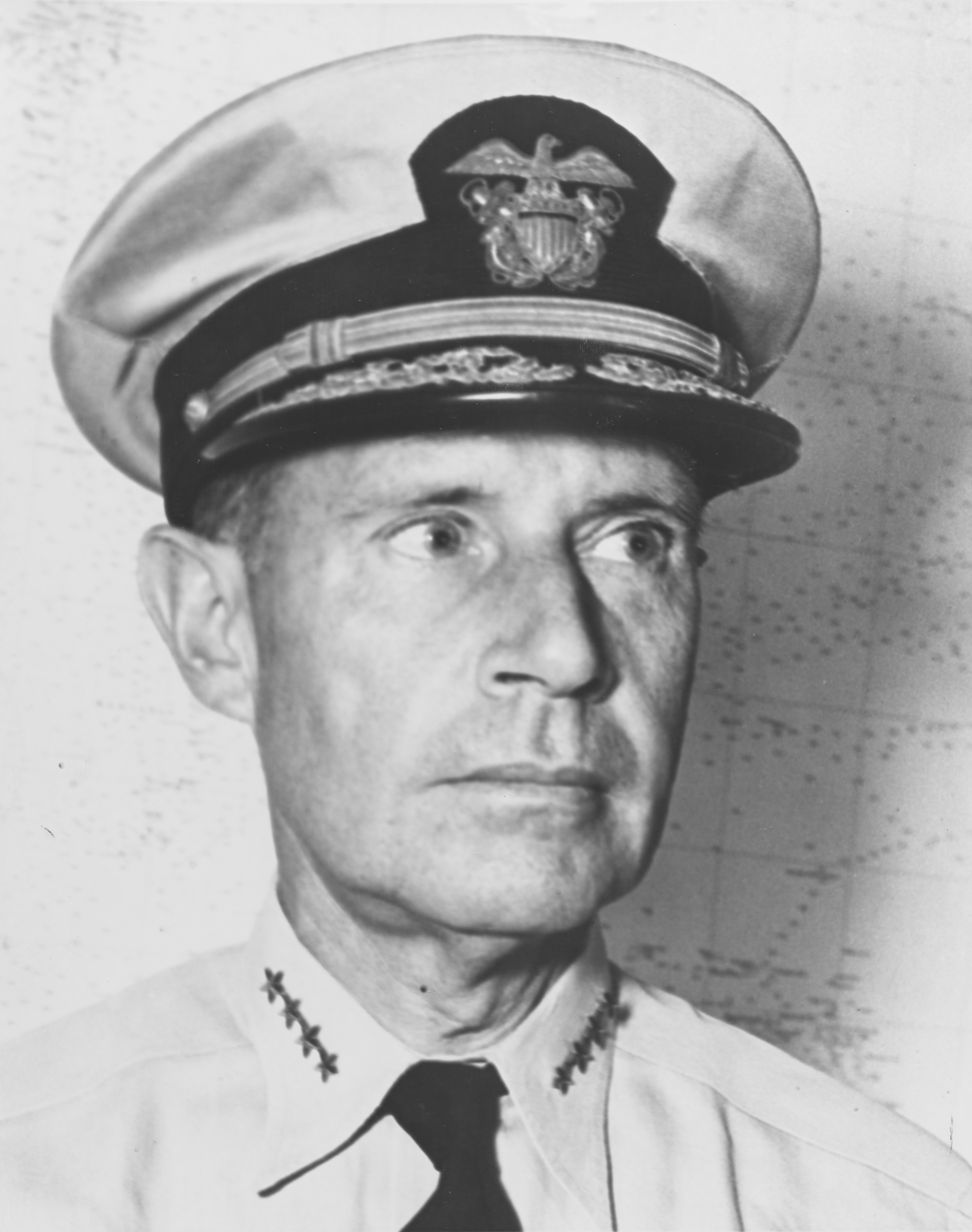
Raymond A. Spruance (April 1944)

Raymond Ames Spruance (* 3. Juli 1886 in Baltimore, Maryland; † 13. Dezember 1969 in Monterey, Kalifornien) war während des Zweiten Weltkriegs Admiral der US Navy.

## Biografie

### Familie und Ausbildung
Spruance war der Sohn von Alexander Peterson Spruance und Annie Ames Hiss. Nach dem Abschluss seines Studiums an der US Naval Academy in Annapolis 1906 absolvierte er eine Ausbildung als Marineelektriker.
Er war mit Margaret Dean (1888–1985) verheiratet.

### Marinelaufbahn bis 1940
Er diente ab 1907 auf den Schlachtschiffen Iowa, Pennsylvania und Mississippi und vier Zerstörern. 1917 wurde er Assistant Engineer Officer.
Spruance absolvierte 1926/27 das Naval War College  in Newport, Rhode Island. Von 1929 bis 1931 war er Leitender Offizier auf dem Schlachtschiff Mississippi. Er kommandierte die Mississippi von April 1938 bis Dezember 1939 und wurde zum Rear-Admiral (Konteradmiral) befördert. Davor und danach war er auch als Ausbilder an Marine-Kriegs-Hochschulen tätig. 1940/41 war er Befehlshaber des 10. Naval Districts in San Juan, Puerto Rico.

### Zweiter Weltkrieg

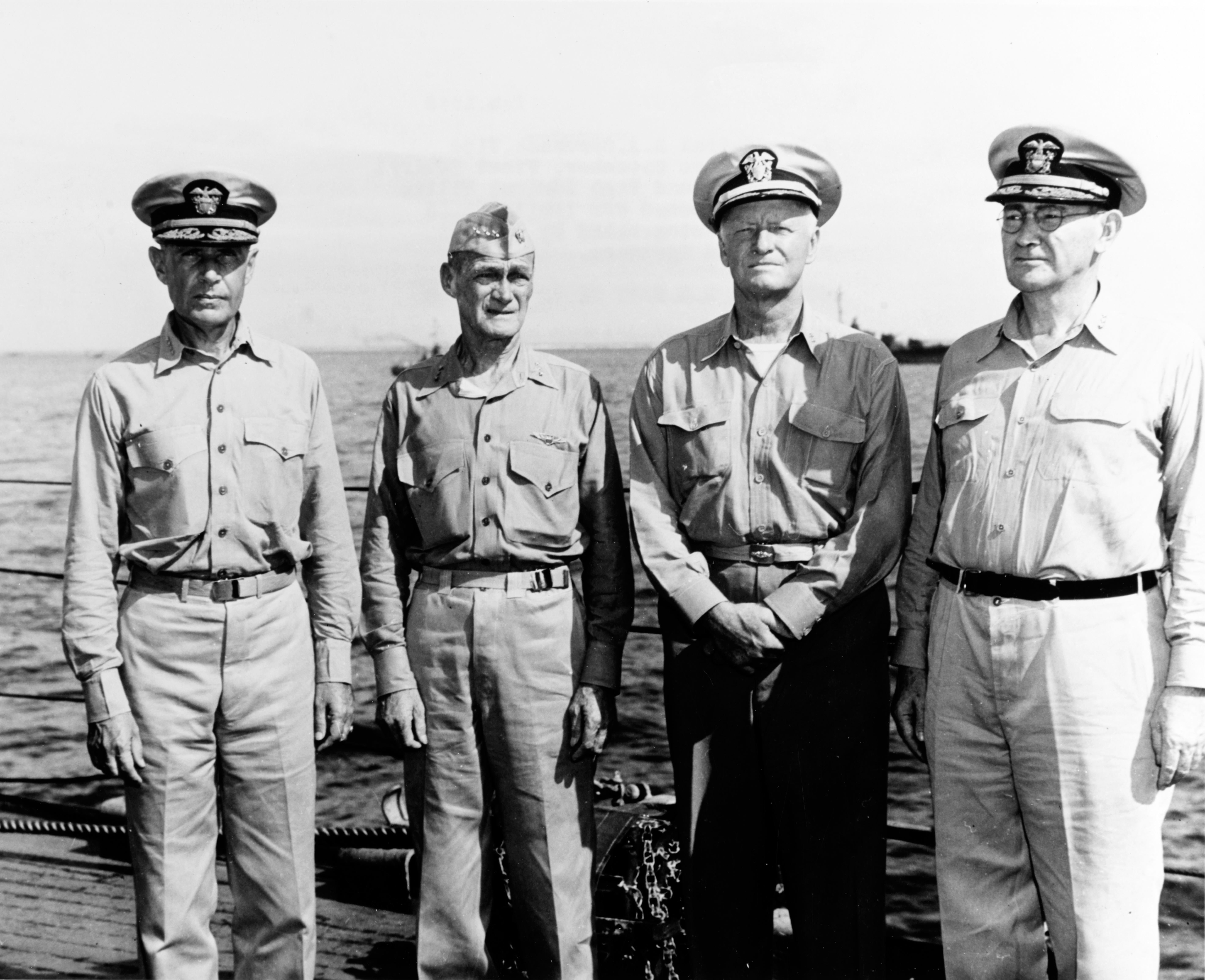
Admirale Spruance, Mitscher, Nimitz und Lee

Spruance war Ende 1941 während des Angriffs auf Pearl Harbor Befehlshaber einer Kreuzerdivision mit vier schweren Kreuzern. Mit dieser Flotte beteiligte er sich auch am ersten Gegenschlag der USA unter Führung von Vizeadmiral William F. Halsey.
Er übernahm als Oberbefehlshaber im Mai 1942 den Großflottenverband Task Force 16 und führte ihn zusammen mit der Task Force 17 unter Rear Admiral Frank Jack Fletcher in die erfolgreiche Schlacht um Midway, bei der unter Verlust eines eigenen Flugzeugträgers alle vier japanischen Flugzeugträger versenkt wurden. Die Schlacht beendete die japanische Überlegenheit im Pazifik.
Im September 1942 wurde Spruance Chef des Stabes und stellvertretender Oberbefehlshaber der Pazifikflotte. Im August 1943 wurde er Oberbefehlshaber der Central Pacific Force, die ab 1944 zur 5. US-Flotte umgestaltet wurde. Zwischen Halsey (3. US-Flotte und Task Force 38) und Spruance (5. US-Flotte und Task Force 58) wechselte die Befehlsgewalt der jeweils kämpfenden Verbände im Pazifik, während der andere Verband zukünftige Operationen in Pearl Harbor vorbereitete. Von 1943 bis 1945 war sein Flaggschiff der schwere Kreuzer Indianapolis bzw. das Schlachtschiff New Jersey. 1944/45 nahmen seine Verbände erfolgreich an der Schlacht in der Philippinensee und der Schlacht um Okinawa teil.
1945 übernahm  Spruance als Admiral von Chester W. Nimitz den Oberbefehl über die Pazifikflotte, den er bis 1946 innehatte. Seine Beförderung zum Fleet Admiral (Flottenadmiral) wurde mehrfach durch den Kongressabgeordneten Carl Vinson blockiert, der 1945 dafür kämpfte, dass dieser Rang nur Halsey zuerkannt wurde.
Spruance war von Februar 1946 bis Juli 1948 Präsident des College der Marine. Er beendete 1948 seine Marinelaufbahn. Von 1952 bis 1955 war er  Botschafter der Vereinigten Staaten auf den Philippinen.
Er wurde auf Yerba Buena Island auf dem Golden Gate National Cemetery in San Bruno bei San Francisco beigesetzt,  neben Fleet Admiral Nimitz, seinem Freund,  Admiral Richmond K. Turner und Vizeadmiral Charles A. Lockwood.

## Ehrungen und Auszeichnungen
Ehrungen
- Spruance, der erste Zerstörer von 1973 der Spruance-Klasse
- Spruance, Zerstörer von 2011
- Spruance Hall und Büste im US Naval War College in Newport
- In der Historischen Rangordnung der höchsten Offiziere der Vereinigten Staaten wird er auf dem 23. Rang geführt

Auszeichnungen (Auswahl)
- Navy Cross für Iwo Jima und Okinawa
- Navy Distinguished Service Medal für Midway
- Army Distinguished Service Medal
- Navy Commendation Medaille
- Knight Commander des Order of the Bath, Großbritannien